# اونوگی شیگه‌کاتسو
اونوگی شیگه‌کاتسو (به ژاپنی: 小野木 重勝 おのぎ しげかつ)، دایمیو و سامورایی از دوره آزوچی-مومویاما تا اوایل دوره ادو. در خدمت خاندان تویوتومی ارباب قلعه فوکوچی‌یاما در ولایت تانبا بود. او در سال ۱۵۶۳ به دنیا آمد.
در نبرد سکیگاهارا در سال ۱۶۰۰، او در کنار نیروی غربی به نفع خاندان تویوتومی قرار گرفت و از پل شهر اوناگی دانی، اوساکا در ماه ژوئیه محافظت کرد و بعداً رهبری نیرویی متشکل از ۱۵۰۰۰ نفر از نیروهای تاجیما و تانبا را بر عهده گرفت و به قلعه تانابه حمله کرد. قلعه تانابه (که قلعه مایزورو نیز نامیده می‌شود) در استان تانگو و یوسای هوسوکاوا که این قلعه نگهبانی می‌داد، قلعه را تسلیم کرد. اما پس از آن، در نبرد اصلی در ۲۱ اکتبر، نیروی غرب شکست خورد و شیگه‌کاتسو از قلعه تانابه در ولایت تانگو به قلعه فوکوچی‌یاما عقب‌نشینی کرد. بلافاصله پس از آن توسط هوسوکاوا تادائوکی مورد حمله قرار گرفت و شکست خورد. سپس از توکوگاوا ایه‌یاسو از طریق نائوماسا دوم و مائدا شیگه‌کاتسو برای حفظ جانش درخواست کرد که رد شد و او با شمشیر خود در معبد کاسن آن از جودوجی (معبد جوسنین فعلی) زیر قلعه کامی یاما در ولایت تانبا خودکشی کرد. سن او در هنگام مرگ ۳۸ سال بود. همسرش نیز با شنیدن خبر مرگ او خودکشی کرد.